# Bad Wimpfen
Bad Wimpfen (pronunciación en alemán: /baːt ˈvɪmp͡fn̩/ⓘ) es una ciudad en el estado federado de Baden-Wurtemberg, Alemania. Está situada en el distrito de Heilbronn, al norte de la ciudad de Heilbronn, a orillas del río Neckar.

## Historia
En Wimpfen tuvo lugar la batalla de Wimpfen el 6 de mayo de 1622 durante la Guerra de los Treinta Años.
Esta antigua Ciudad Imperial Libre fue un exclave del Gran Ducado de Hesse desde 1803 hasta 1918.

## Geografía
Bad Wimpfen está situada en la orilla izquierda del Neckar, a unos 15 kilómetros al norte de Heilbronn. La ciudad tiene dos partes: 
- Wimpfen im Tal (Wimpfen en el valle), la parte más antigua, justo a orillas del Neckar.
- Wimpfen am Berg (Wimpfen sobre la colina), algo más al oeste, donde estuvo el centro de la ciudad desde la Edad Media.

El pueblo Hohenstadt también pertenece al municipio de Bad Wimpfen.
Los municipios vecinos de Bad Wimpfen son, en el sentido de las agujas del reloj y empezando por el sur: Heilbronn, Bad Rappenau, Offenau, Bad Friedrichshall, Untereisesheim y Neckarsulm.

## Cultura
En Bad Wimpfen, se encuentra el único museo del mundo dedicado al Ángel de la Guarda. El pequeño museo alberga en total 600 ejemplares de las más variadas representaciones de querubines. Las más antiguas se remontan a principios del siglo XIX.

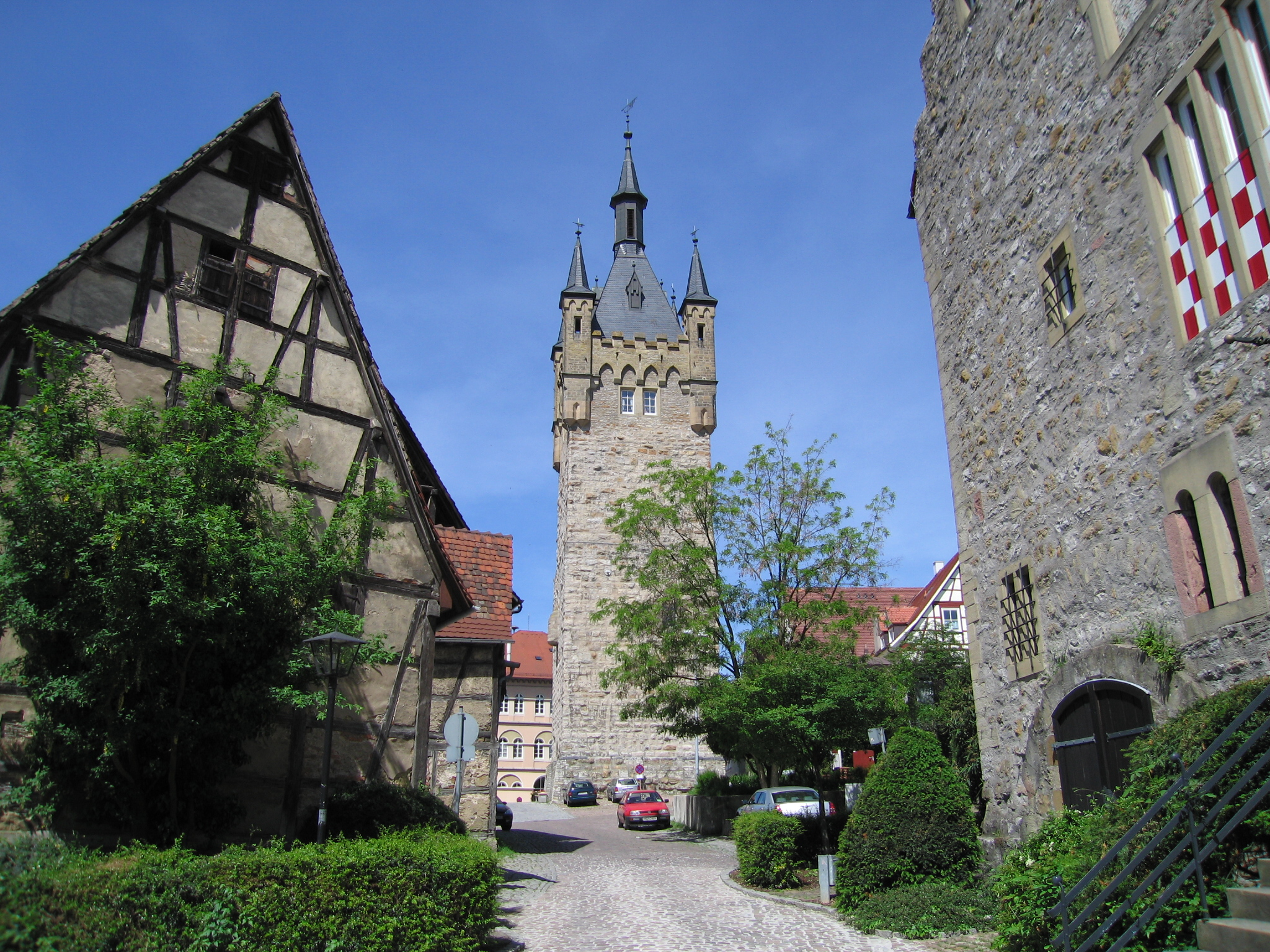
La Torre azul (Blauer Turm) en Bad Wimpfen.